# DNL 2010/11
Die Saison 2010/11 war die elfte Spielzeit seit der Gründung der Deutschen Nachwuchsliga, der höchsten Nachwuchsliga im deutschen Eishockey. Die Meisterschaft gewann der EV Landshut, während der SC Riessersee in die Jugend-Bundesliga abstieg. Als Meister der Jugend-Bundesliga 2010/11 nahm der ESV Kaufbeuren die Aufstiegsmöglichkeit in die DNL wahr.

## Teilnehmer
- EC Bad Tölz
- Eisbären Juniors Berlin
- Düsseldorfer EG
- EV Füssen (Aufsteiger)
- SC Riessersee
- Kölner EC
- Krefelder EV
- EV Landshut
- Heilbronner EC/Jungadler Mannheim
- Starbulls Rosenheim

## Modus
Die Vorrunde wurde als Doppelrunde ausgespielt. Anschließend trugen die Mannschaften auf Platz 1 bis 8 die Playoffs aus, während die Mannschaft auf Platz 10 sportlich aus der Liga abstieg.

## Vorrunde
| Pl. | Mannschaft                        | Sp | S  | OTS | SOS | OTN | SON | N  | T   | GT  | Pkt |
| --- | --------------------------------- | -- | -- | --- | --- | --- | --- | -- | --- | --- | --- |
| 1.  | Heilbronner EC/Jungadler Mannheim | 36 | 27 | 2   | 1   | 0   | 1   | 5  | 167 | 85  | 88  |
| 2.  | Krefelder EV                      | 36 | 22 | 2   | 0   | 0   | 1   | 11 | 167 | 102 | 71  |
| 3.  | Eisbären Juniors Berlin           | 36 | 18 | 0   | 2   | 4   | 1   | 11 | 129 | 114 | 63  |
| 4.  | Starbulls Rosenheim               | 36 | 17 | 1   | 2   | 0   | 4   | 12 | 136 | 116 | 61  |
| 5.  | Düsseldorfer EG                   | 36 | 13 | 2   | 2   | 2   | 2   | 15 | 123 | 133 | 51  |
| 6.  | Kölner EC                         | 36 | 12 | 3   | 1   | 1   | 3   | 16 | 111 | 124 | 48  |
| 7.  | EC Bad Tölz                       | 36 | 13 | 0   | 1   | 4   | 0   | 18 | 103 | 119 | 45  |
| 8.  | EV Landshut                       | 36 | 12 | 1   | 2   | 0   | 0   | 21 | 101 | 122 | 42  |
| 9.  | EV Füssen                         | 36 | 10 | 0   | 3   | 1   | 1   | 21 | 114 | 182 | 38  |
| 10. | SC Riessersee                     | 36 | 8  | 1   | 2   | 0   | 3   | 22 | 96  | 150 | 33  |

## Playoffs

### Viertelfinale
- Heilbronner EC/Jungadler Mannheim – EV Landshut 1:3 (2:3, 4:3, 4:6, 1:2)
- Krefelder EV – EC Bad Tölz 3:0 (3:2, 5:3, 3:2)
- Eisbären Juniors Berlin – Kölner EC 3:0 (4:3, 5:1, 2:1)
- Starbulls Rosenheim – Düsseldorfer EG 3:2 (2:1, 4:2, 2:6, 1:3, 3:2)

### Halbfinale
- Krefelder EV – EV Landshut 0:2 (2:5, 1:3)
- Eisbären Juniors Berlin – Starbulls Rosenheim 1:2 (2:1, 3:6, 1:2)

### Finale
- Starbulls Rosenheim – EV Landshut 1:2 (4:5, 7:3, 3:4 SO)